# Биркенруская гимназия
Биркенруская гимназия Императора Александра II (нем. Landesgymnasium Kaiser Alexander II zu Birkenruh) — государственная (до 1882 года частная) гимназия близ Вендена.

## История
В 1826 году педагог Альберт Голландер приобрёл имение Биркенру на окраине Вендена и перенёс туда своё учебно-воспитательное заведение, основанное им в прошлом году. Голландер, обучавшийся у Иоганна Генриха Песталоцци в Ивердон-ле-Бен, организовал школу по его принципам. В 1837 году она была преобразована в гимназию. Сам Голландер руководил гимназией до 1861 года, передав её своему зятю Мартину Лёффлеру (1813—1869), который с 1839 по 1846 год был учителем в гимназии. Его сын Альберт Лёффлер (1843—1899) был директором гимназии с 1869 по 1882 год. К 1882 году в общей сложности насчитывалось 212 учителей и 1166 учеников.
В 1882 году гимназия перешла к Лифляндскому рыцарству, став государственной гимназией, названной в честь убитого императора Александра II. В том же году рыцарство построило нынешнее здание гимназии. В 1889 году, вследствие контрреформ Александра III, Министерство народного просвещения предписало гимназиям остзейских губерний перейти на русский язык обучения, из-за чего в 1892 году гимназия была закрыта; в это время её посещали 363 ученика. Гимназия была вновь открыта только через год после революции 1905 года и просуществовала до 1915 года, когда была окончательно закрыта из-за Первой мировой войны.
После Великого отступления 1915 года, в здании гимназии разместился штаб 12-й армии. Затем здание снова использовалось для различных школ. Сегодня здесь находится школа-интернат для детей больных астмой.

## Выпускники

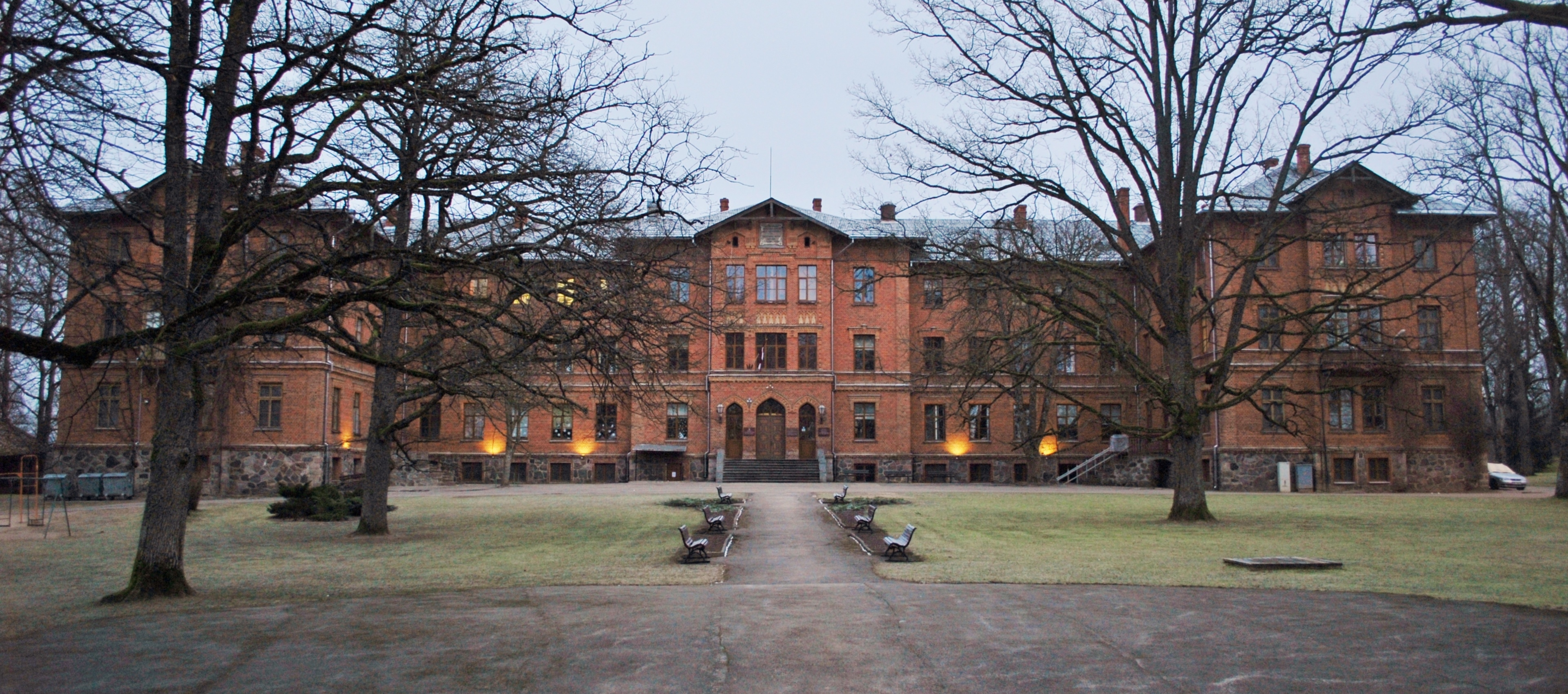
Здание в 2018 году

- Альбанус, Август Адольфович (1837—1887) — русский врач, лейб-медик, тайный советник.
- Бергманн, Эрнст фон (1836—1907) — немецкий хирург, основоположник асептики.
- Гайлитис, Паулс (1869—1943) — латвийский государственный и общественный деятель, министр образования Латвийской республики.
- Гревингк, Константин Иванович (1819—1887) — русский геолог, минералог и археолог.
- Калниньш, Алфредс (1879—1951) — латвийский и советский композитор.
- Книрим, Вольдемар Августович (1849—1935) — доктор экономических наук, директор Рижского политехнического института.
- Ленц, Роберт Эмильевич (1833—1903) — русский физик, заслуженный профессор.
- Лоудон, Гаральд Викторович (1876—1959) — российский, латвийский и немецкий орнитолог.
- Мольтрехт, Арнольд Карлович (1873—1952) — русский энтомолог, собиратель зоологических коллекций, путешественник.
- Сиверс, Эммануил Карлович (1817—1909) — сенатор, обер-гофмейстер Высочайшего двора.
- Тимм, Василий Фёдорович (1820—1895) — русский живописец и график.